# Nicolaus Södersten
Nicolaus Södersten, född 11 maj 1672 i Söderköping, Östergötlands län, död 2 maj 1740 i Tåby församling, Östergötlands län, var en svensk präst.

## Biografi
Nicolaus Södersten föddes 1672 i Söderköping. Han var son till kyrkoherden Magnus Haquini och Brita Duræus i Drothems församling. Södersten studerade i Linköping och blev 2 november 1689 student vid Uppsala universitet. Han blev 14 december 1704 kollega vid Söderköpings trivialskola och prästvigdes 31 januari 1712. År 1731 blev han kyrkoherde i Tåby församling. Södersten avled 1740 i Tåby församling och begravdes i Tåby kyrkas sakristia 13 maj 1740.

### Familj
Södersten gifte sig första gången 26 december 1699 med Elisabeth Wibling (1676–1712). Hon var dotter till båtsmansskrivaren Samuel Wibling och Elisabeth Follingius i Söderköping. De fick tillsammans barnen Magnus Södersten (1699–1700), kyrkoherden Magnus Samuel Södersten i Hallingebergs församling, Brita Elisabeth Södersten som var gift med kollegan J. Engius i Söderköping, Nils Södersten (1708–1708) och Nils Södersten (1710–1721).
Södersten gifte sig andra gången 4 februari 1714 med Elisabeth Rizander (1667–1736). Hon var dotter till postmästaren Erasmus Rizander och Elsa i Söderköping. Elisabeth Rizander var änka efter postmästaren Hindrich Distman i Söderköping.
Södersten gifte sig tredje gången 3 juli 1737 med Anna Catharina Moselius (1710–1762). Hon var dotter till kyrkoherden Anders Moselius i Gårdeby församling. Efter Söderstens död gifte hon om sig med kyrkoherden Hans Kindblom i Västra Husby församling.